# Halagalale, Sorab
Halagalale là một làng thuộc tehsil Sorab, huyện Shimoga, bang Karnataka, Ấn Độ.